# 坂口周
坂口 周（さかぐち めぐる、1977年12月17日 - ）は、三重県伊勢市出身の競艇選手。登録番号3984。身長168cm。血液型B型。83期。三重県立宇治山田商業高等学校卒業。

## 来歴
- 一般競走
  - 初出走 ：1998年11月19日（津）
  - 初勝利 ：1998年12月30日（津）
  - 初優出 ：1999年7月1日（住之江）【新鋭リーグ】
  - 初優勝 ：2000年1月7日（津）
- G1・SG記録
  - G1初出走 ：2002年1月15日（津）    【第16回 新鋭王座決定戦】
  - G1初優出 ：2004年4月13日（津）    【開設52周年記念 つつじ賞王座決定戦】
  - G1初優勝 ：2010年2月28日（住之江）【開設53周年記念  太閤賞】
  - SG初出走 ：2007年8月28日（蒲郡）【第53回 モーターボート記念】
    - 同節間にSG5走目で初勝利。